# Sid Johnson
Sidney B. (Sid) Johnson was een Amerikaans krachtsporter. 
Johnson won met het team uit Chicago op Olympische Spelen van 1904 in Saint Louis een gouden medaille bij het touwtrekken. 
1900: Aabye, Schmidt, Winckler, Nilsson, Söderström, Staaf ·
1904: Olson, Johnson, Seiling, Magnusson, Flanagan ·
1908: Barrett, Goodfellow, Humphreys, Hirons, Ireton, Merriman, Mills, Shepherd ·
1912: Andersson, Bergman, Edman, Fredriksson, Gustafsson, Jonsson, Larsson, Lindström ·
1920: Canning, Holmes, Humphreys, Mills, Sewell, Shepherd, Stiff, Thorn